# カイロ (軽巡洋艦)
|          | |
| 艦歴     | |
| 発注     | キャメル・レアード社バーケンヘッド造船所 |
| 起工     | 1917年11月28日 |
| 進水     | 1918年11月19日 |
| 就役     | 1919年10月14日 |
| 退役     | |
| その後   | 1942年8月12日に戦没 |
| 除籍     | |
| 性能諸元 | |
| 排水量   | 常備：4,290トン 満載：5,250トン （1939年：5,390トン） |
| 全長     | 451.4ft（137.6m） |
| 全幅     | 43.9ft（13.3m） |
| 吃水     | 14ft（4.7m） |
| 機関     | ヤーロー式重油専焼水管缶6基 +パーソンズ式直結タービン2組2軸推進                                                                                               |
| 最大出力 | 40,000shp |
| 最大速力 | 29.0ノット |
| 乗員     | 330 - 350名 |
| 兵装     | 15.2cm（45口径）速射砲単装速射砲5基 7.6cm（45口径）単装高角砲2基 4.7cm（40口径）単装機砲4基 4cm（39口径）単装ポンポン砲2基 機銃1基 53.3cm連装魚雷発射管4基8門 |
| 防御     | 舷側：38～76mm（機関区のみ） 甲板25mm（機関区のみ） 主砲防盾:25mm（最厚部）                                                                                   |

カイロ（HMS Cairo, D87）は、1918年進水のイギリス海軍の軽巡洋艦。カーライル級。

## 艦歴

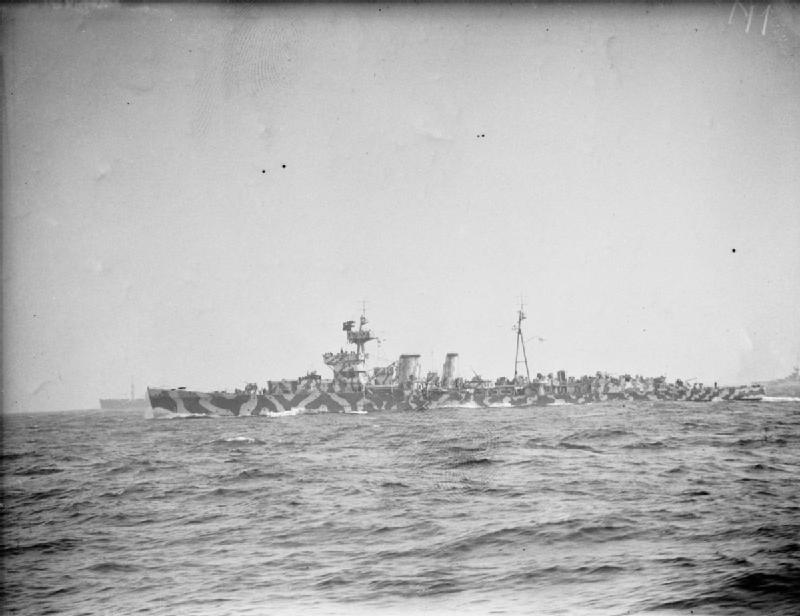
第二次世界大戦中に撮られた防空巡洋艦に改装後の「カイロ」

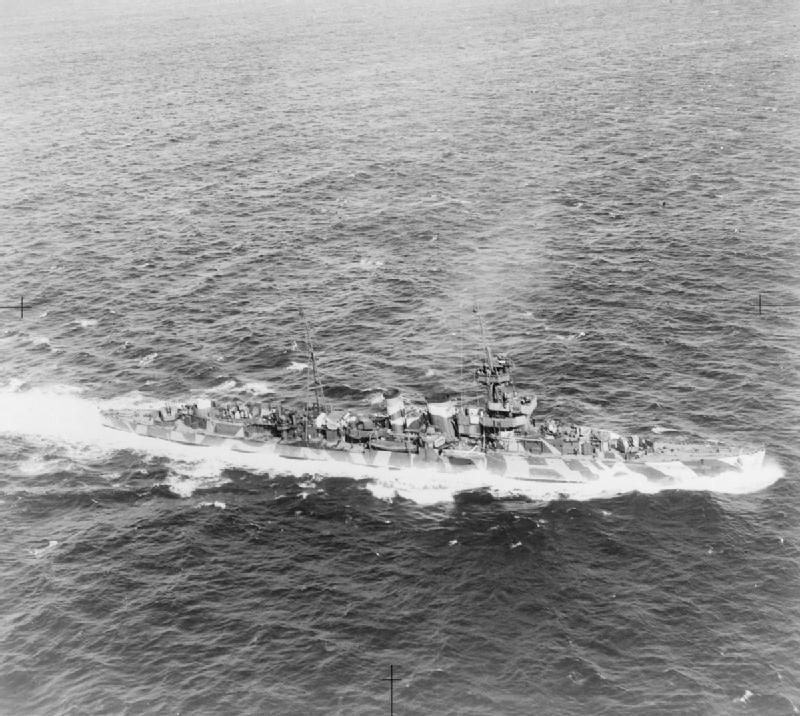
第二次世界大戦中に撮られた防空巡洋艦に改装後の「カイロ」

1917年11月28日起工。1918年11月19日進水。1919年10月14日竣工。
最初はアジア方面に配備され、次いでアメリカ、地中海に配備された後、本国艦隊所属となった。
1938年から1939年にかけて防空巡洋艦へ改装された。
第二次世界大戦では北海やウェスタンアプローチで船団護衛などに従事したほか、1940年にはノルウェーの戦いに参加した。
1942年には地中海でハープーン作戦などに参加した。地中海でペデスタル作戦（マルタへの補給作戦）参加中の1942年8月12日夜、「カイロ」はイタリア潜水艦「アクスム」の雷撃を受けた。「アクスム」は4本の魚雷を放ち、「カイロ」のほか軽巡洋艦「ナイジェリア」とタンカー「オハイオ」にも命中した。「カイロ」には2本の魚雷が命中して大破し、乗員の救助後駆逐艦によって沈められた。

## 兵装の変遷
| 変更時期  | 主砲                          | 備砲                                                  | 機関砲                           | 機関銃                        | 雷装                       | その他                      |
| --------- | ----------------------------- | ----------------------------------------------------- | -------------------------------- | ----------------------------- | -------------------------- | --------------------------- |
| 就役時    | 15.2cm（45口径）単装速射砲5基 | 7.6cm（45口径）単装高角砲2基 4.7cm（40口径）速射砲4基 | 4cm（39口径）単装ポンポン砲2基   | なし                          | 53.3cm連装魚雷発射管4基8門 |                             |
| 1939年7月 | 10.2cm（45口径）連装高角砲4基 | 撤去                                                  | 4cm（39口径）四連装ポンポン砲1基 | 12.7mm（62口径）四連装機銃2基 | 撤去                       |                             |
| 1941年    | ←                             | 撤去                                                  | ←                                | 2cm（76口径）単装機関砲5基    | 撤去                       | 271、279、285型レーダー搭載 |